# Haudivillers
Haudivillers est une commune française située dans le département de l'Oise en région Hauts-de-France.

## Géographie

### Description
Haudivillers  est un bourg périurbain picard du Beauvaisis situé à 14 km à vol d'oiseau au nord-est de Beauvais, 18 km au sud-est de Crèvecœur-le-Grand, 14 km à l'ouest de Saint-Just-en-Chaussée et 18 km au nord-ouest de Clermont.
En 1830, Louis Graves indiquait que Haudivillers était « une forte commune qui paraîtrait un bourg, si les toits en chaume qui couvrent la presque totalité des maisons ne lui donnaient pas l'aspect misérable et sale des moindres villages. Le chef-lieu est à-peu-près au centre du territoire; il y a cinq rues principales ».

### Communes limitrophes
Les communes limitrophes sont  Essuiles, Fouquerolles, Lafraye, Montreuil-sur-Brêche, Reuil-sur-Brêche et Velennes.
| Reuil-sur-Brêche |              | Montreuil-sur-Brêche |
| Lafraye          | Haudivillers | Essuiles             |
| Velennes         | Fouquerolles |                      |

### Géologie et relief
Le territoire d'Haudivillers s'étend sur 9,79 km2 (979 hectares) à une altitude moyenne de 131 mètres. La commune est implantée sur un plateau délimité par les petites vallées de trois cours d'eau: le Thérain au sud-ouest, la Liovette au nord-ouest et la Brêche à l'est. Cette étendue plane fait partie du plateau du Pays de Chaussée, composant central du vaste plateau picard. Son paysage est dominé par de grandes cultures à champs ouverts ponctué de boisés.
Le territoire communal est bordé de vallons secs, appelés « Fonds ». Ces anciens affluents de la Brêche forment, au nord, le Fond de l'Argilière, au sud le Fond du Fay et le Fond de Génétel, et à l'ouest de Fond de Lafraye.
Sur le plan géologique, Haudivillers se trouve sur le prolongement nord du Bassin sédimentaire de Paris. Son sous-sol est constitué essentiellement de craies du Crétacé supérieur. Deux carrières de craie blanche abandonnées, les Carrières et le Rindet, forment une cavité souterraine au nord de la commune. Cette craie est recouverte d'un limon argileux épais d'environ quatre mètres. Plus précisément, le village est bâti sur une klippe de sable jaunâtre.

### Hydrographie
La commune est située dans le bassin Seine-Normandie. Elle n'est drainée par aucun cours d'eau,.

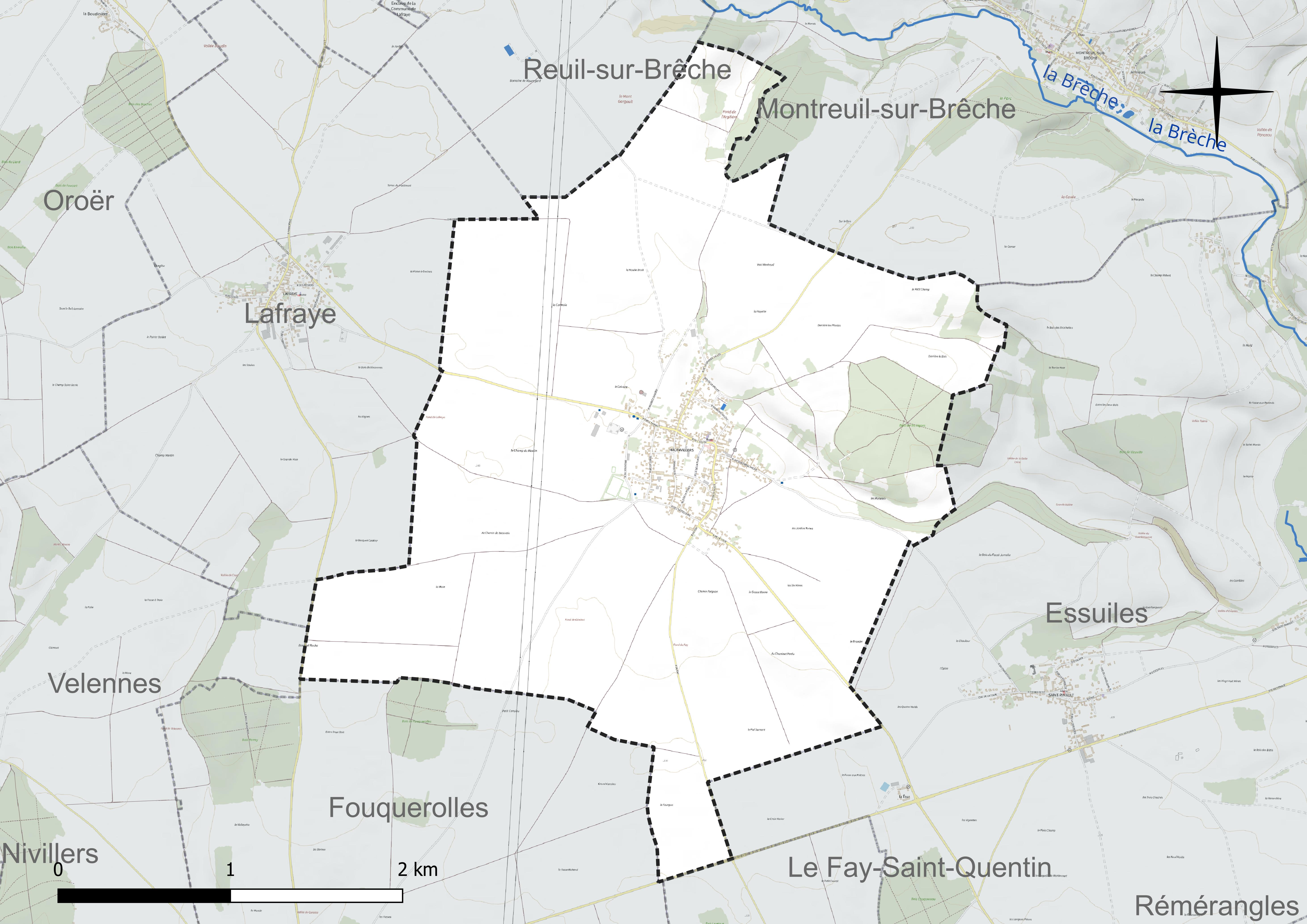
Réseau hydrographique de Haudivillers.

### Climat
Pour des articles plus généraux, voir Climat des Hauts-de-France et Climat de l'Oise.
En 2010, le climat de la commune est de type climat océanique dégradé des plaines du Centre et du Nord, selon une étude du CNRS s'appuyant sur une série de données couvrant la période 1971-2000. En 2020, Météo-France publie une typologie des climats de la France métropolitaine dans laquelle la commune est exposée à un climat océanique et est dans la région climatique Nord-est du bassin Parisien, caractérisée par un ensoleillement médiocre, une pluviométrie moyenne régulièrement répartie au cours de l'année et un hiver froid (3 °C).
Pour la période 1971-2000, la température annuelle moyenne est de 10,4 °C, avec une amplitude thermique annuelle de 14,6 °C. Le cumul annuel moyen de précipitations est de 697 mm, avec 11,5 jours de précipitations en janvier et 8 jours en juillet. Pour la période 1991-2020, la température moyenne annuelle observée sur la station météorologique la plus proche, située sur la commune de Tillé à 10 km à vol d'oiseau, est de 11,0 °C et le cumul annuel moyen de précipitations est de 655,5 mm,. Pour l'avenir, les paramètres climatiques de la commune estimés pour 2050 selon différents scénarios d'émission de gaz à effet de serre sont consultables sur un site dédié publié par Météo-France en novembre 2022.

## Urbanisme

### Typologie
Au 1er janvier 2024, Haudivillers est catégorisée commune rurale à habitat dispersé, selon la nouvelle grille communale de densité à sept niveaux définie par l'Insee en 2022.
Elle est située hors unité urbaine. Par ailleurs la commune fait partie de l'aire d'attraction de Beauvais, dont elle est une commune de la couronne,. Cette aire, qui regroupe 162 communes, est catégorisée dans les aires de 50 000 à moins de 200 000 habitants,.

### Occupation des sols

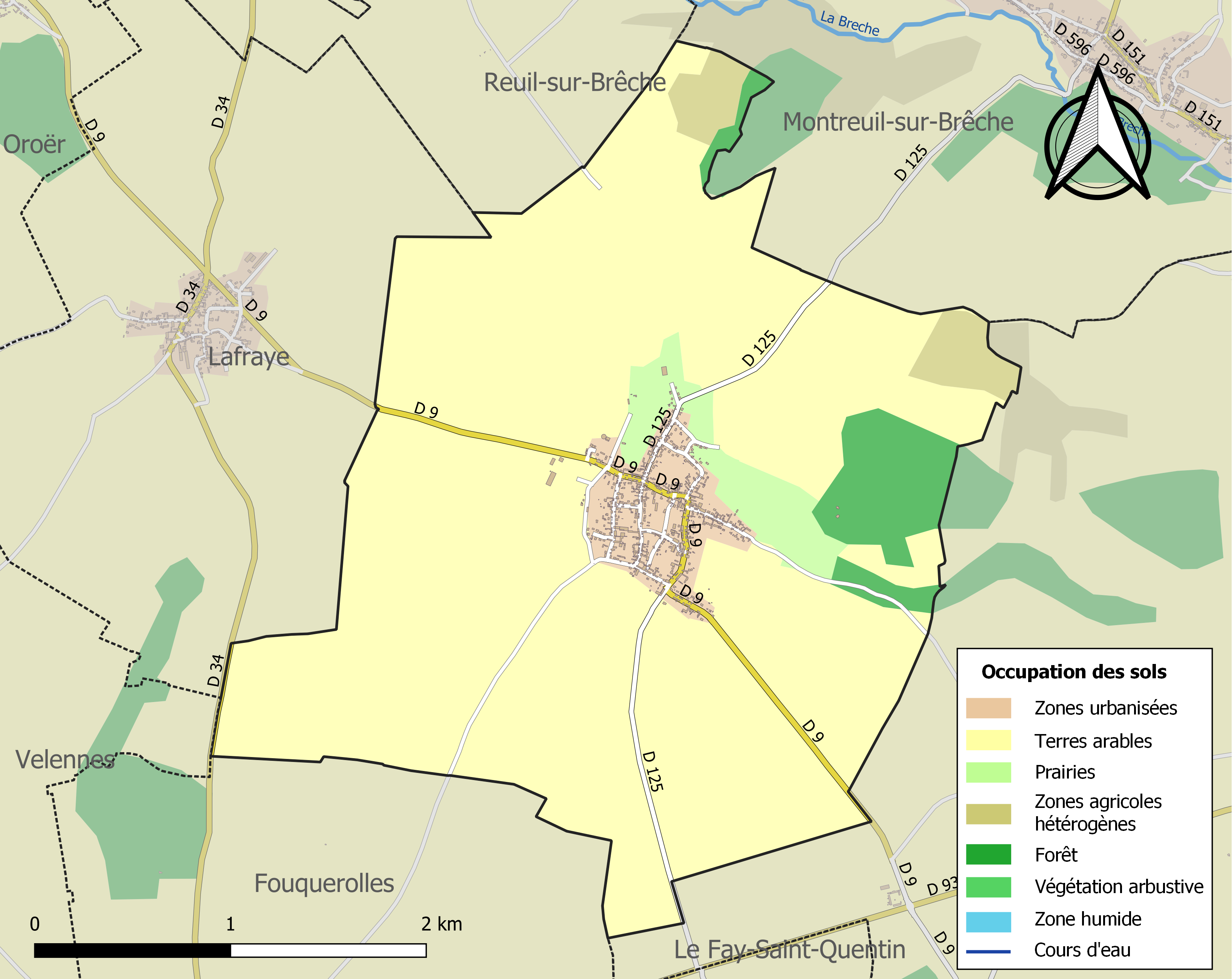
Carte des infrastructures et de l'occupation des sols de la commune en 2018 (CLC).

L'occupation des sols de la commune, telle qu'elle ressort de la base de données européenne d'occupation biophysique des sols Corine Land Cover (CLC), est marquée par l'importance des territoires agricoles (90,2 % en 2018), une proportion sensiblement équivalente à celle de 1990 (90,6 %). La répartition détaillée en 2018 est la suivante : 
terres arables (83,6 %), zones urbanisées (5 %), forêts (4,8 %), prairies (3,9 %), zones agricoles hétérogènes (2,8 %). L'évolution de l'occupation des sols de la commune et de ses infrastructures peut être observée sur les différentes représentations cartographiques du territoire : la carte de Cassini (XVIIIe siècle), la carte d'état-major (1820-1866) et les cartes ou photos aériennes de l'IGN pour la période actuelle (1950 à aujourd'hui).

### Habitat et logement
En 2018, le nombre total de logements dans la commune était de 358, alors qu'il était de 341 en 2013 et de 331 en 2008.
Parmi ces logements, 92,9 % étaient des résidences principales, 2,6 % des résidences secondaires et 4,5 % des logements vacants. Ces logements étaient pour 94,6 % d'entre eux des maisons individuelles et pour 5,4 % des appartements.
Le tableau ci-dessous présente la typologie des logements à Haudivillers en 2018 en comparaison avec celle de l'Oise et de la France entière. Une caractéristique marquante du parc de logements est ainsi une proportion de résidences secondaires et logements occasionnels (2,6 %), légèrement  supérieure à celle du département (2,5 %) et inférieure à celle de la France entière (9,7 %). Concernant le statut d'occupation de ces logements, 84,5 % des habitants de la commune sont propriétaires de leur logement (86,2 % en 2013), contre 61,4 % pour l'Oise et 57,5 % pour la France entière.
| Typologie                                               | Haudivillers | Oise | France entière |
| ------------------------------------------------------- | ------------ | ---- | -------------- |
| Résidences principales (en %)                           | 92,9         | 90,4 | 82,1           |
| Résidences secondaires et logements occasionnels (en %) | 2,6          | 2,5  | 9,7            |
| Logements vacants (en %)                                | 4,5          | 7,1  | 8,2            |

### Voies de communication et transports
La commune s'organise autour de deux routes départementales: la RD 9 et la RD 125, qui la traversent respectivement d'est en ouest et du nord au sud. À ces routes, qui prennent le nom des rues principales du village (rue de l'Église, rue de la Poste, rue de la Grande Vallée), se connectent huit rues perpendiculaires, elles-mêmes reliées par d'autres rues et ruelles.
La commune est desservie, en 2023, par des lignes scolaires et le service de transport à la demande Corolis à la demande - Zone Est du réseau Corolis ainsi que par la ligne 619 du réseau interurbain de l'Oise.

### Énergie
Une ligne à haute tension (400 kV) traverse la partie ouest du territoire suivant un axe nord-sud.

## Toponymie
Un des noms d'origine de la commune est Hildinivillare. Il désignerait l'emplacement d'une villa romaine ou d'un groupement d'habitations (vicus). Ce nom évolua au fil des siècles, devenant Haudivillare, Houdiviller, Audiviller, Haudivillé, Haudiviller et enfin Haudivillers.

## Histoire
Pour un article plus général, voir Histoire de la Picardie.

### Préhistoire
Le plateau Picard est prospère au néolithique car sa terre limoneuse est propice à l'agriculture et de nombreux sites sont riches en silex, matériau de prédilection des outils de l'époque. Vers 700 av. J.-C. les Celtes s'établissent dans la région.

### Antiquité
Les premiers écrits relatifs à cette partie du plateau Picard sont dus au Romain Hirtius citant les batailles contre les Gaulois bellovaques lors de la conquête de la Gaule belgique. Jules César fait consigner dans La Guerre des Gaules que « les Bellovaques l'emportent en gloire militaire sur tous les peuples gaulois et belges ».
Du Ier au Ve siècle, le territoire de la commune d'Haudivillers dépendait de la cité administrative gallo-romaine de Caesaromagus (aujourd'hui Beauvais). La route départementale RD 938, passant à 100 mètres du territoire communal, était une voie romaine importante qui pourrait elle-même être basée sur des voies gauloises antérieures.

### Moyen Âge
Le monde féodal structure la campagne autour de paroisses; celle d'Haudivillers sera rattachée à l'évêché de Beauvais.
Entre le IXe et le XIe siècle, les invasions normandes amène la construction de souterrains sous la commune dans le but de soustraire au pillage les quelques richesse possédés. De la fin de cette période d'insécurité jusqu'au XIIIe siècle, les édifices religieux fleurissent en Picardie et la paroisse d'Haudivillers construit l'église actuelle[réf. nécessaire].
Selon Louis Graves, « la seigneurie d'Haudivillers fut donnée au chapitre de la cathédrale par Maldegaudus, comte de Beauvais, antérieureinent à la réunion du comté à l'évêché , ce qui fait remonter au moins au dixième siècle l'époque de cette donation. C'était une des quatre grandes mairies du chapitre, qui y avait construit des prisons rebâties en 1452. Les habitans étaient serfs et obligés de venir faire moudre leurs grains au moulin de Voisinlieu, près Beauvais : il est juste d'ajouter que les chanoines les avaient dès long-tems. affranchis de cette servitude bien onéreuse, vu la distance. Une grantle partie du territoire ressortait d'ailleurs du comté de Clermont ». Un hospice (« maladrerie ») existait alors à Haudivillers.

#### La toile de lin
Au blé et à l'élevage, ressources traditionnelles de la région, viennent s'ajouter le textile avec la culture du chanvre. Dès le XIIIe siècle, la région de Bulles, grâce à ses conditions climatiques, deviens renommée pour sa toile de lin. Au XVIIe siècle, le roi de France Louis XIII interdit l'exportation du lin en tant que matière première ; Bulles obtient ainsi le monopole de la transformation de ce produit ce qui entraîne un surcroît d'activité dans les villages avoisinants. Les ouvriers mulquiniers s'installent dans les caves voûtées d'Haudivillers,.
En 1635, le roi de France déclare la guerre à l'Espagne. Le 4 aout 1636, les Espagnols envahissent la Picardie avec un corps d'armée dont bon nombre de soldats sont issus des Flandres, région meurtrie par l'arrêt des exportations de lin. Ces derniers saisissent l'occasion pour éliminer leur concurrent et, le 12 août, se dirigent vers Bulles. Un barrage sur la Brèche provoque l'inondation et la destruction des linières et la troupe s'acharne sur les maisons et ateliers des mulquiniers. Ceux-ci n'habitant pas qu'à Bulles, les destructions s'étendent à Haudivillers,.

### Révolution française et Empire
Haudivillers est, sous la Révolution, un gros village agricole de 725 habitants. Dans cette localité rurale existe alors un club jacobin, la société populaire d'Haudivillers. En 1790, Haudivillers devient l'une des 20 communes du canton de Nivillers, dans le nouveau département de l'Oise.

### Époque contemporaine
Durant les décennies qui suivent la Révolution, la commune s'enrichit d'une mairie, d'une école et du logement de l'instituteur. La loi Duruy impose, en 1867, l'ouverture d'une école de filles dans les communes de plus de cinq cents habitants. L'école d'Haudivillers, alors mixte, est séparée en 1875.
En 1832, on note à Haudivillers deux tuileries, un four à chaux, deux moulins à vent, Une partie des habitants  vit de l'agriculture, ou est ouvrier, maçon, menuisier,  charpentier à Beauvais, ce qui donne une certaine aisance au pays.
Avec la révolution industrielle, les métiers viennent compléter l'agriculture et les maisons de torchis aux toits de chaume laissent place aux maisons de briques aux toits de tuiles.
En 1900, on compte trois briqueteries, un brossier et un fabricant de trieurs de grains. L'existence des briqueteries découle de la présence d'argile dans le sol de la commune.

Haudivillers au tout début du XXe siècle
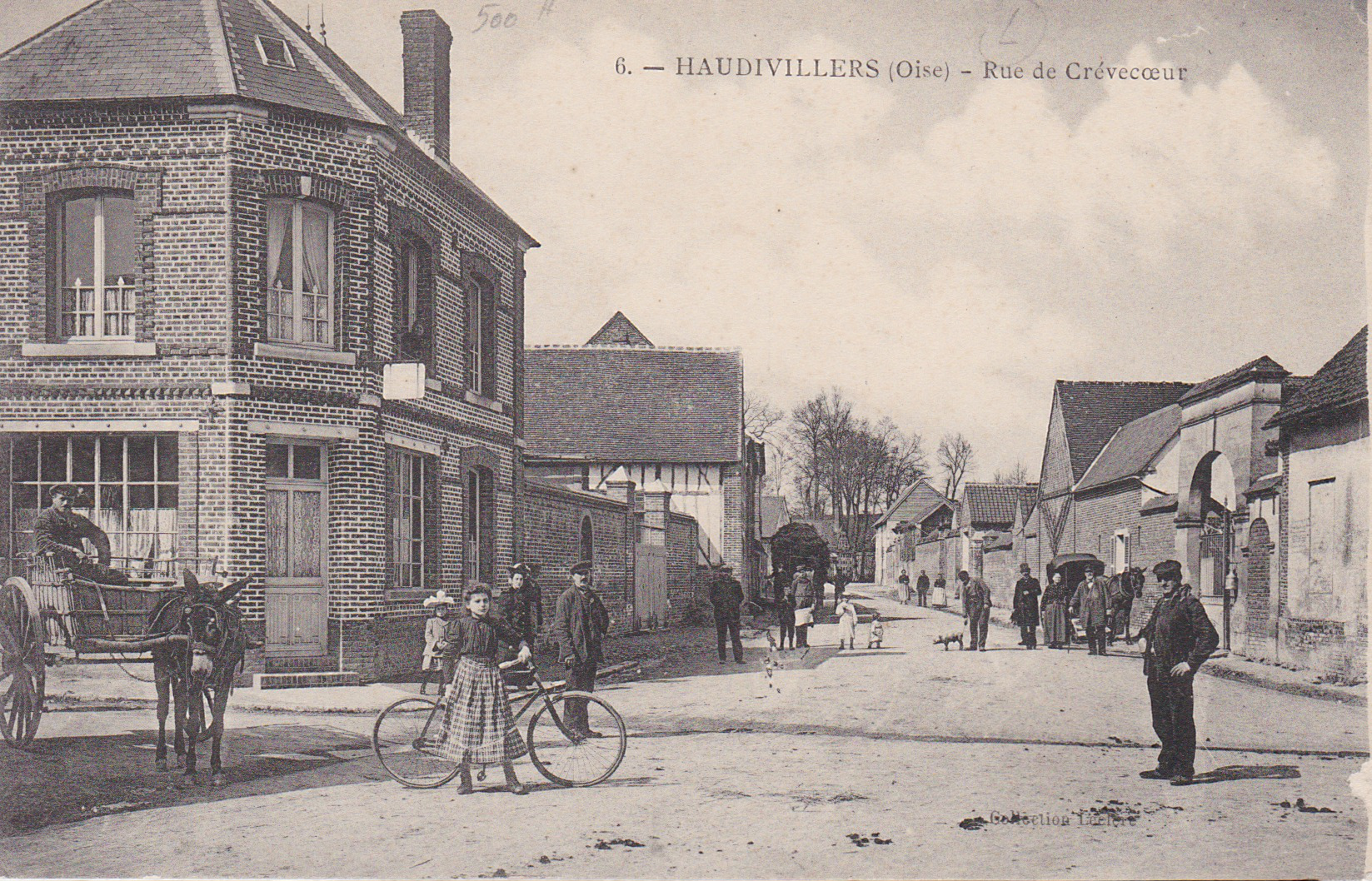
Rue de Crevecoeur.
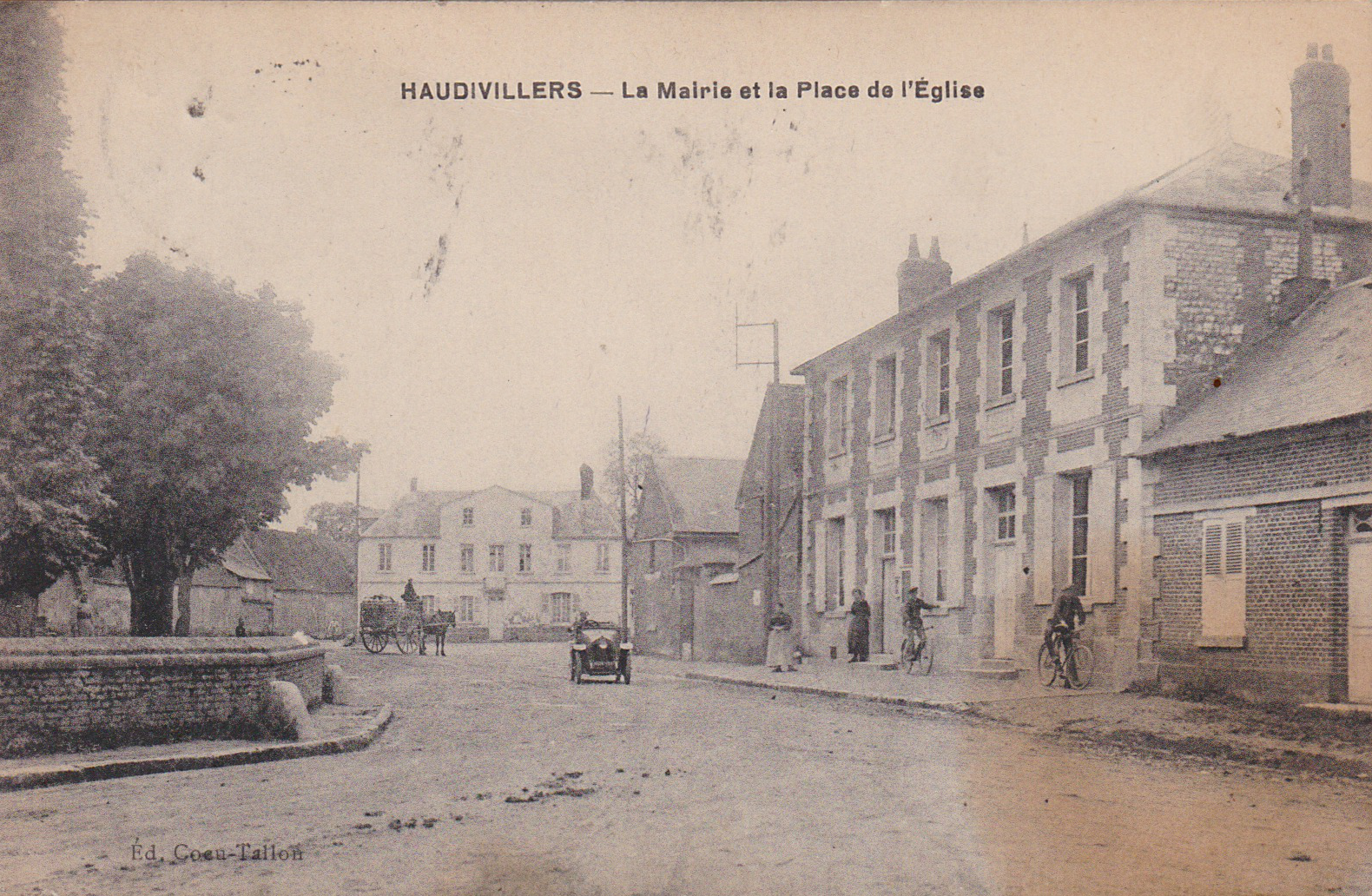
La mairie.
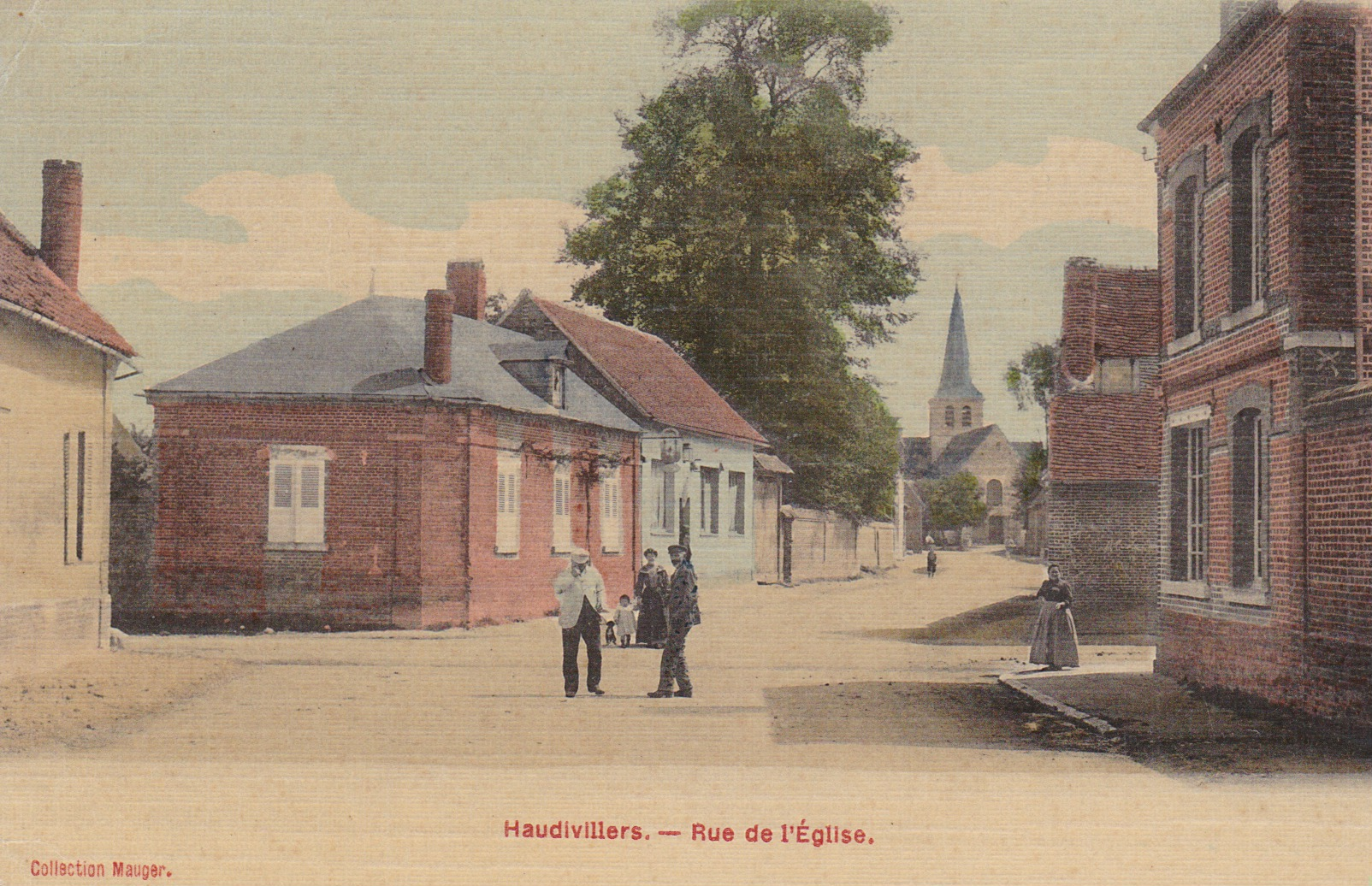
Rue de l'Église.

Durant la guerre franco-allemande de 1870, la commune est occupée par des soldats prussiens qui logent chez l'habitant. 

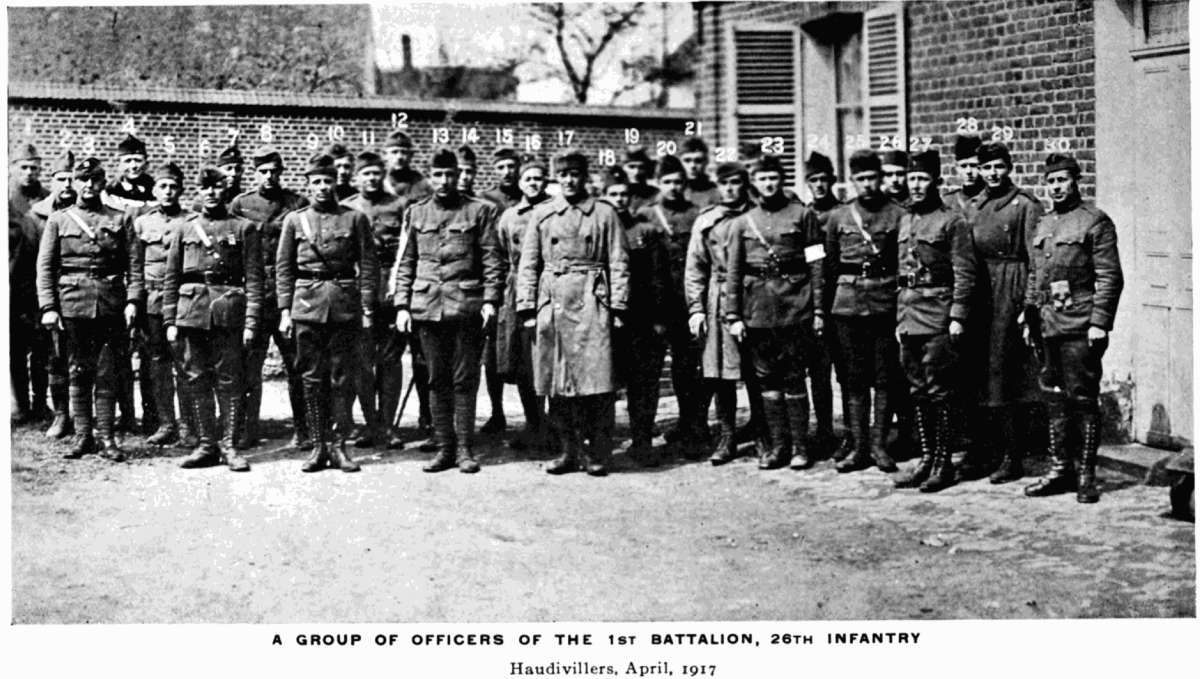
Un groupe d'officiers de l'US Army, dont le major Théodore Roosevelt, Jr., à Haudivillers en avril 1917.

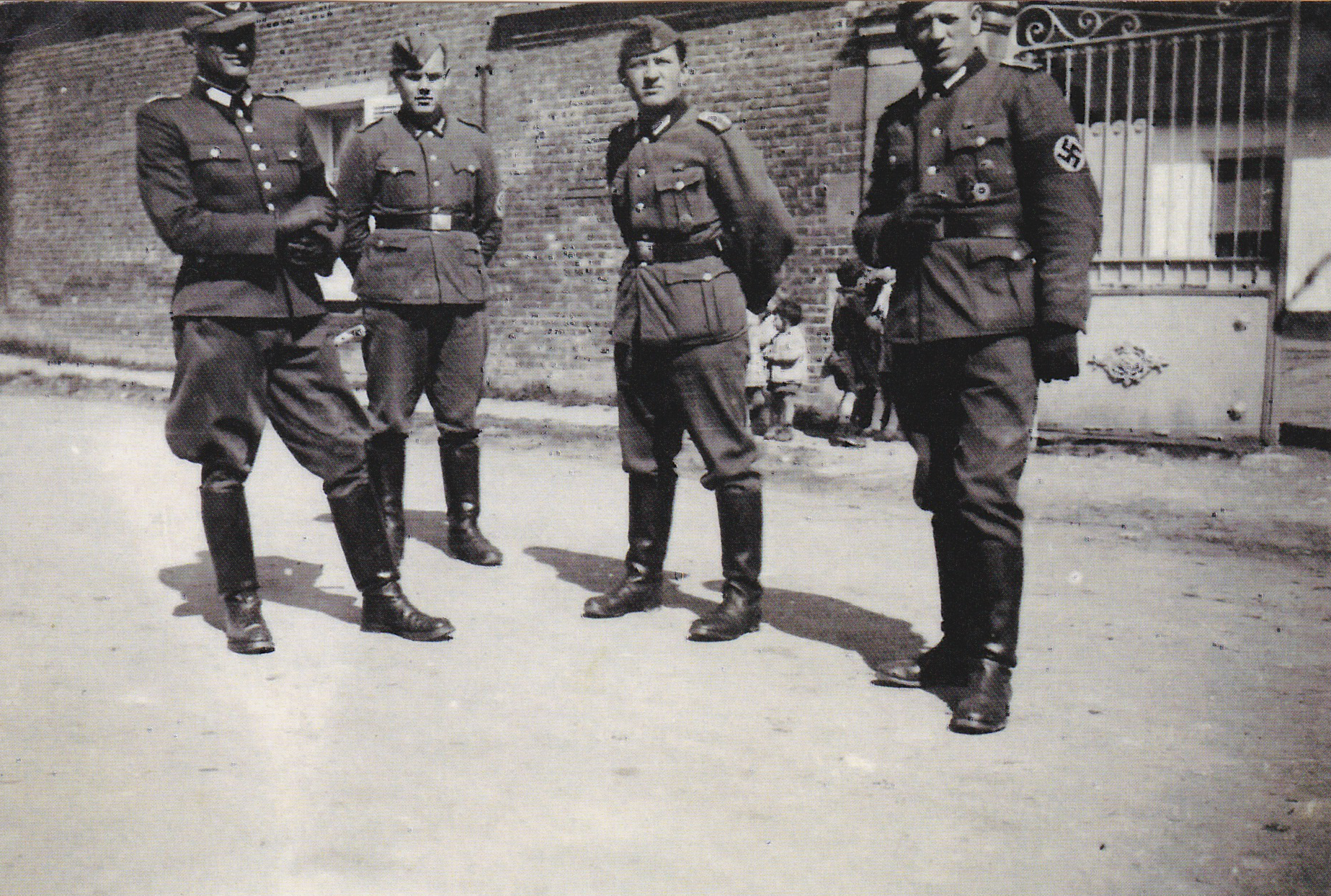
Soldats allemands à Haudivillers durant l'occupation de la France (1940-1944).

La Première Guerre mondiale, si elle ne bouleverse pas l'économie de la commune, fait payer un lourd tribus à ses habitants. En 1918, Haudivillers est la cible de plusieurs bombardements aériens. Le monument aux morts dénombre 39 Morts pour la France durant cette guerre, dont trois frères morts au combat
Durant la Seconde Guerre mondiale la commune est occupée de 1940 à 1944.
Depuis la fin de la seconde Guerre mondiale, Haudivillers s'est transformé, devenant une cité dortoir pour les villes environnantes avec ses maisons individuelles, tout en gardant une teinte rurale avec d'importantes exploitations agricoles[réf. nécessaire].

## Politique et administration

### Rattachements administratifs et électoraux

#### Rattachements administratifs
Haudivillers se trouve dans l'arrondissement de Beauvais du département de l'Oise.
La commune faisait partie, depuis 1801, du canton de Nivillers. Dans le cadre du redécoupage cantonal de 2014 en France, cette circonscription administrative territoriale a disparu, et le canton n'est plus qu'une circonscription électorale.

#### Rattachements électoraux
Pour les élections départementales, la commune fait partie depuis 2014 du canton de Mouy
Pour l'élection des députés, elle fait partie de la  première circonscription de l'Oise.

### Intercommunalité
Haudivillers faisait partie de la communauté de communes Rurales du Beauvaisis (CCRB), un établissement public de coopération intercommunale (EPCI) à fiscalité propre créé fin 1997  et auquel la commune avait transféré un certain nombre de ses compétences, dans les conditions déterminées par le code général des collectivités territoriales.
La loi portant nouvelle organisation territoriale de la République (Loi NOTRe) du 7 août 2015, prévoyant que les Établissements publics de coopération intercommunale (EPCI) à fiscalité propre devraient avoir un minimum de 15 000 habitants, le préfet de l'Oise publie, en octobre de la même année, un projet de nouveau schéma départemental de coopération intercommunale. Ce schéma prévoit la fusion de plusieurs intercommunalités, et en particulier de la communauté d'agglomération du Beauvaisis (CAB) et de la CCRB, de manière à créer un nouvel EPCI rassemblant 44 communes pour 93 341 habitants. Malgré les réticences du président de la CCRB, le schéma a été entériné,.
La fusion pris effet le 1er janvier 2017, et la commune est depuis membre de la communauté d'agglomération du Beauvaisis (CAB).

### Tendances politiques et résultats

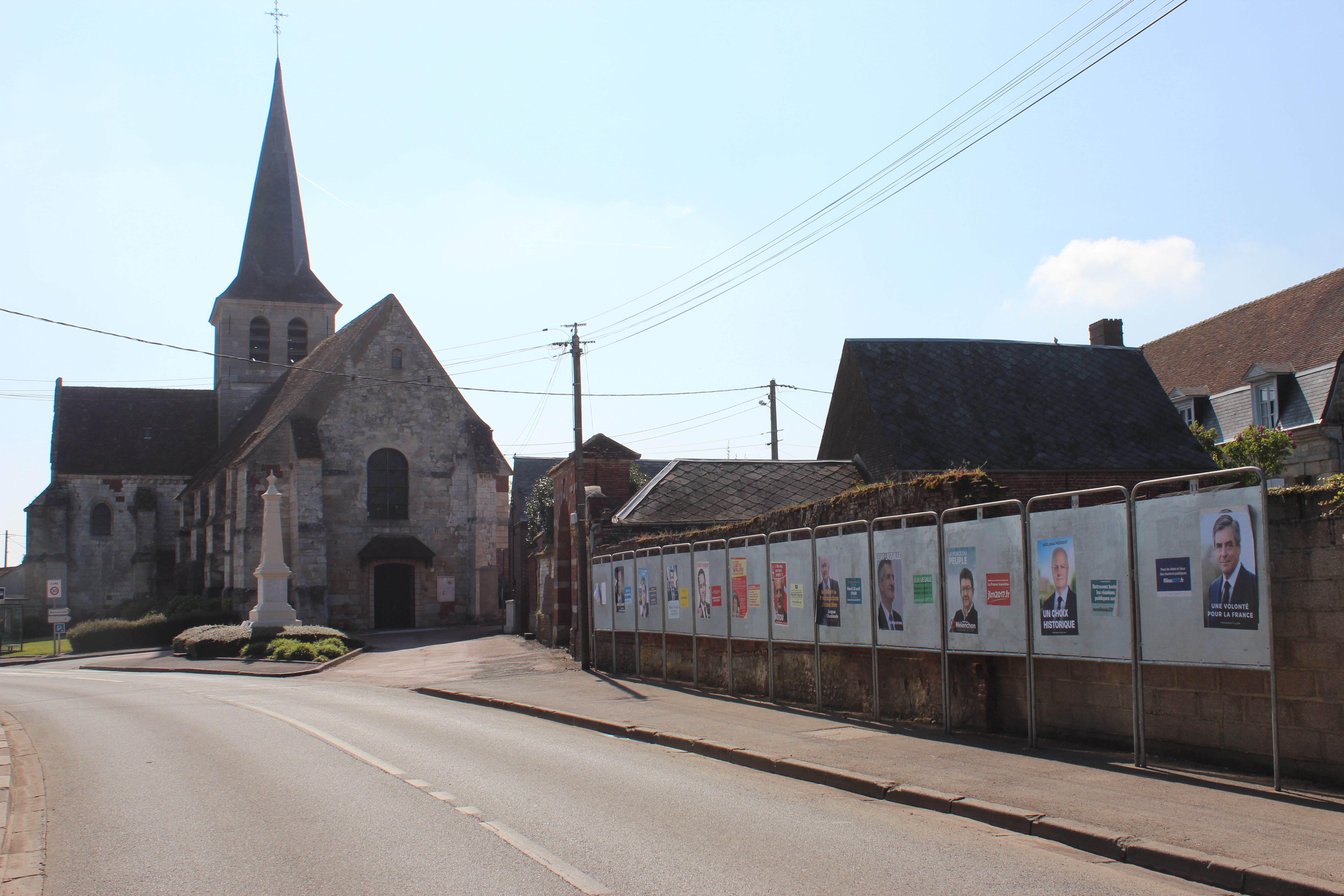
Affiches électorales pour l'élection présidentielle française de 2017.

Les électeurs d'Haudivillers votent majoritairement pour des partis de droite, voire d'extrême droite, aux élections nationales.
Aux élections régionales de 2004 et 2010, la liste de gauche récolte la majorité des voix exprimés. À celles de  2015, c'est la liste d'extrême droite qui est majoritaire dans la commune.
Aux élections législatives de 2007, 2012 et 2017, le candidat UMP puis LR, Olivier Dassault, est préféré par les électeurs d'Haudivillers. En 2022, les Haudivillois élisent son neveu: Victor Habert-Dassault (LR).
| Élection                        | Candidat          | Parti | Voix    | Candidat        | Parti | Voix    | Votants |
| ------------------------------- | ----------------- | ----- | ------- | --------------- | ----- | ------- | ------- |
| Élection présidentielle de 1995 |                   |       |         |                 |       |         |         |
| 1er tour                        | Jean-Marie Le Pen | FN    | 25,22 % | Lionel Jospin   | PS    | 24,35 % | 84,99 % |
| 2d tour                         | Jacques Chirac    | RPR   | 50,79 % | Lionel Jospin   | PS    | 49,21 % | 86,80 % |
| Élection présidentielle de 2002 |                   |       |         |                 |       |         |         |
| 1er tour                        | Jean-Marie Le Pen | FN    | 30,79 % | Jacques Chirac  | RPR   | 16,14 % | 76,79 % |
| 2d tour                         | Jean-Marie Le Pen | FN    | 34,30 % | Jacques Chirac  | RPR   | 65,70 % | 83,95 % |
| Élection présidentielle de 2007 |                   |       |         |                 |       |         |         |
| 1er tour                        | Nicolas Sarkozy   | UMP   | 30,77 % | Ségolène Royal  | PS    | 18,39 % | 85,81 % |
| 2d tour                         | Nicolas Sarkozy   | UMP   | 62,52 % | Ségolène Royal  | PS    | 37,48 % | 87,82 % |
| Élection présidentielle de 2012 |                   |       |         |                 |       |         |         |
| 1er tour                        | Marine Le Pen     | FN    | 29,68 % | Nicolas Sarkozy | UMP   | 23,75 % | 82,50 % |
| 2d tour                         | François Hollande | PS    | 41,19 % | Nicolas Sarkozy | UMP   | 58,81 % | 82,20 % |
| Élection présidentielle de 2017 |                   |       |         |                 |       |         |         |
| 1er tour                        | Marine Le Pen     | FN    | 38,65 % | Francois Fillon | LR    | 17,64 % | 81,94 % |
| 2d tour                         | Marine Le Pen     | FN    | 59,79 % | Emmanuel Macron | LREM  | 40,21 % | 79,55 % |
| Élection présidentielle de 2022 |                   |       |         |                 |       |         |         |
| 1er tour                        | Marine Le Pen     | RN    | 43,89 % | Emmanuel Macron | LREM  | 22,22 % | 81,12 % |
| 2d tour                         | Marine Le Pen     | RN    | 61,42 % | Emmanuel Macron | LREM  | 38,58 % | 82,01 % |

### Liste des maires
| Période      | Période                   | Identité             | Étiquette | Qualité |
| ------------ | ------------------------- | -------------------- | --------- | --- |
| 1822         | 1825                      | Antoine Louvet       |           | |
| 1825         | 1832                      | François Heron       |           | |
| 1832         | 1837                      | Denis Gentil         |           | |
| 1837         | 1849                      | Jean-Baptiste Letuve |           | |
| 1849         | 1857                      | Nicolas Desmarest    |           | |
| 1857         | 1866                      | Nicolas Lefèvre      |           | |
| 1866         | 1896                      | Louis Letuvé         |           | |
| 1896         | 1904                      | Eugène Hardivillers  |           | |
| 1904         | 1916                      | Alexandre Baril      |           | |
|              |                           |                      |           | |
| 1919         | 1935                      | Joseph Lemaire       |           | |
| 1935         | 1937                      | Jules Depoilly       |           | |
| 1937         | 1950                      | Cyprien Cocu         |           | |
| 1950         | 1959                      | René Tesniere        |           | |
| 1959         | 1971                      | André Depoilly       |           | |
| 1971         | 1995                      | André Gautraud,      |           | Agriculteur, Résistant Délégué de la FDSEA, de la Mutualité sociale agricole Président de la société de chasse Chevalier de la Légion d'honneur |
| mars 1995    | 2014                      | Lucien Bouchez       |           | |
| 29 mars 2014 | En cours (au 6 juin 2023) | Sylvain Frenoy       |           | Cadre administratif à la Poste Réélu pour le mandat 2020-2026                                                                                   |

## Équipements et services publics

### Enseignement
Les enfants de la commune sont scolarisés avec ceux de Fouquerolles et de Lafraye dans le cadre d'un regroupement pédagogique intercommunal créé à la rentrée 2016. L'école de Haudivillers accueille trois classes : une classe de maternelles, une classe de CP et une classe de CE1-CE2. L'accueil périscolaire et la cantine sont assurés à la salle Michel-Decaux de Lafraye.

### Bâtiments communaux
| Nom du bâtiment                    | Année | Commentaires                     |
| ---------------------------------- | ----- | -------------------------------- |
| Mairie                             |       |                                  |
| École maternelle et bibliothèque   |       |                                  |
| École primaire                     |       |                                  |
| Poste                              |       | Fermée, convertie en caserne.    |
| Salle des fêtes Monique de l'Odéon |       |                                  |
| Caserne des pompiers               | 2015  | Centre de première intervention. |
| Château d'eau                      | 1936  |                                  |

Outre les  bâtiments, la commune entretient une place publique, un cimetière et un terrain de football.

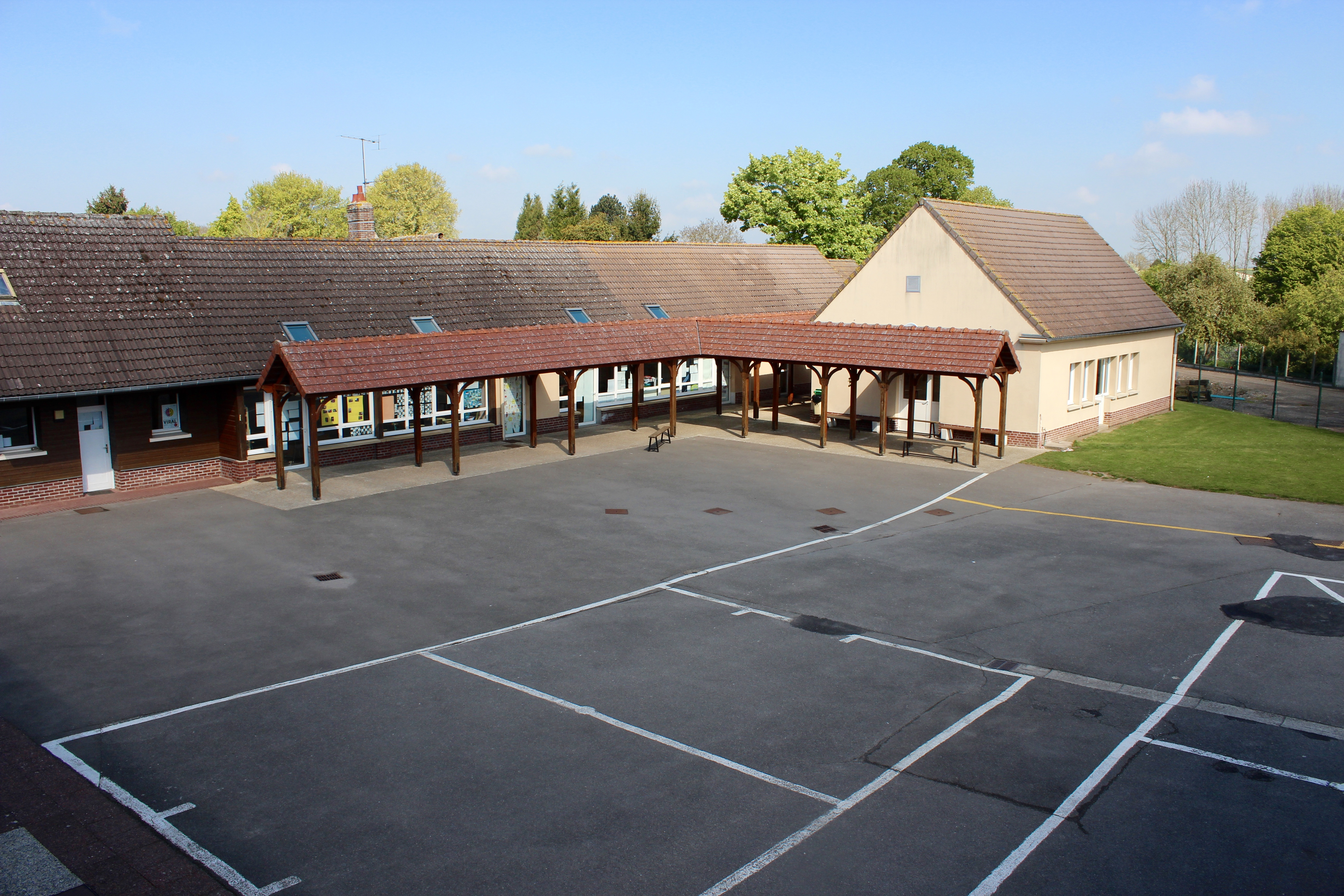
L'école primaire.
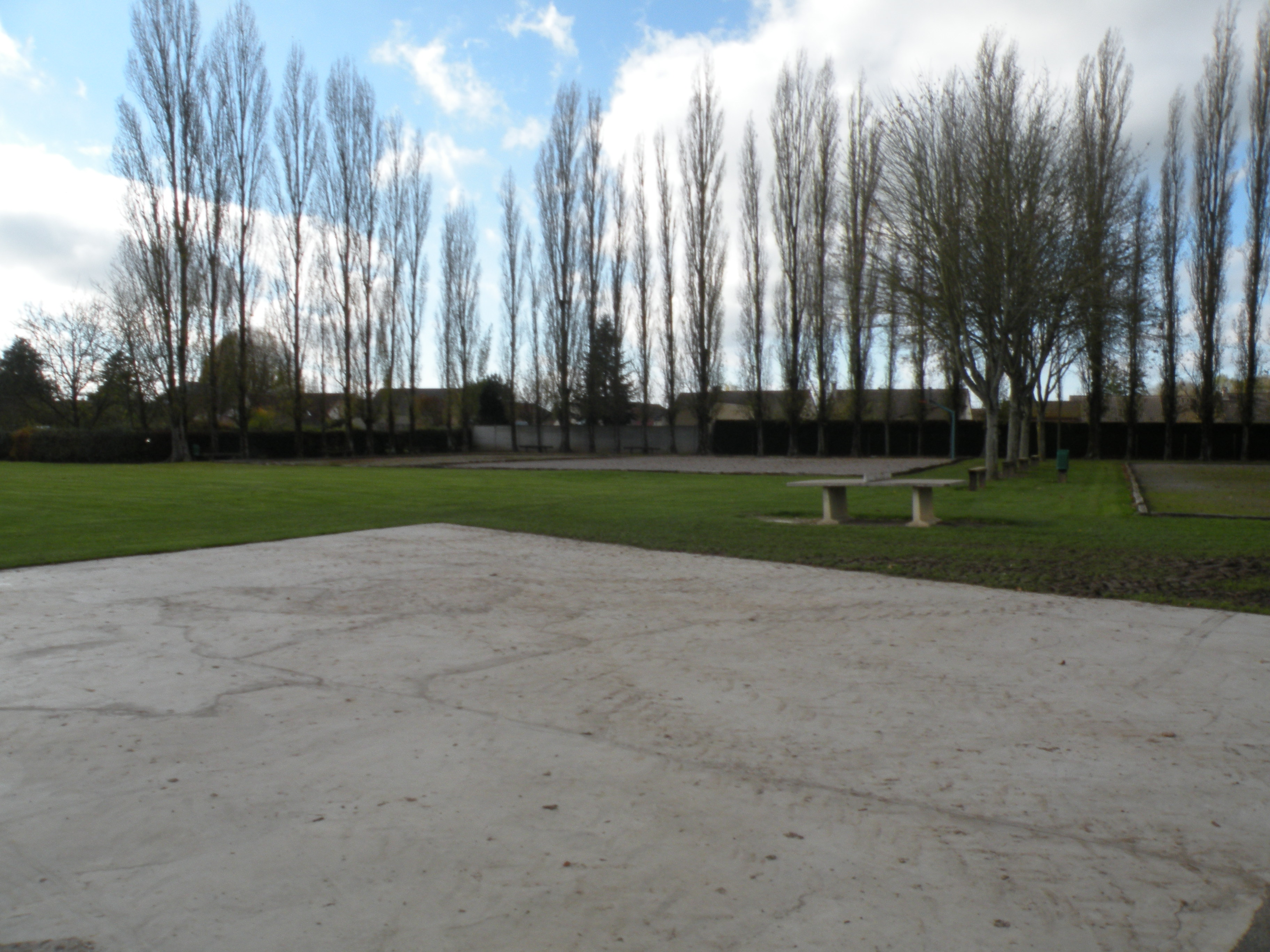
La place publique.
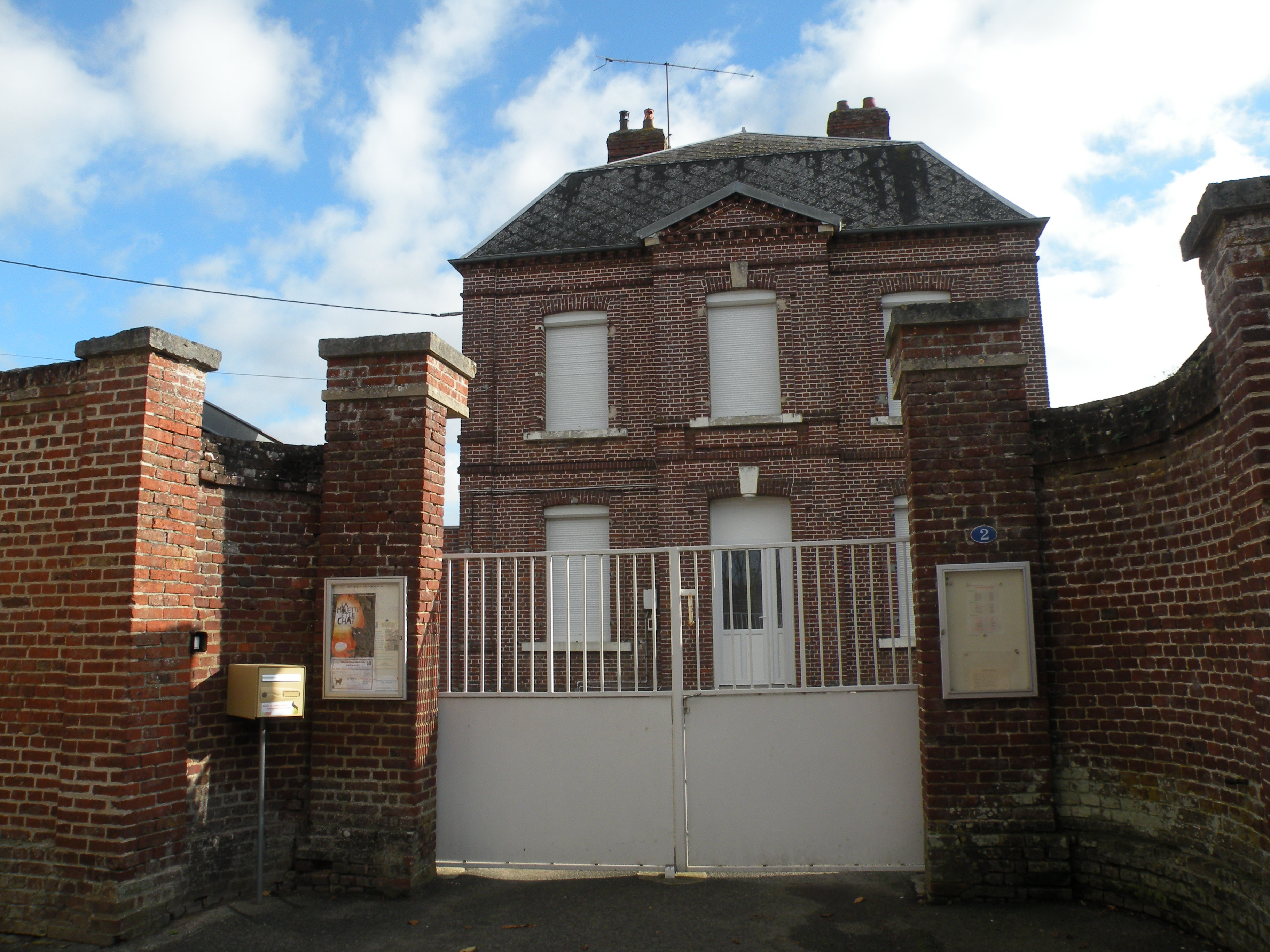
L'école maternelle et bibliothèque.
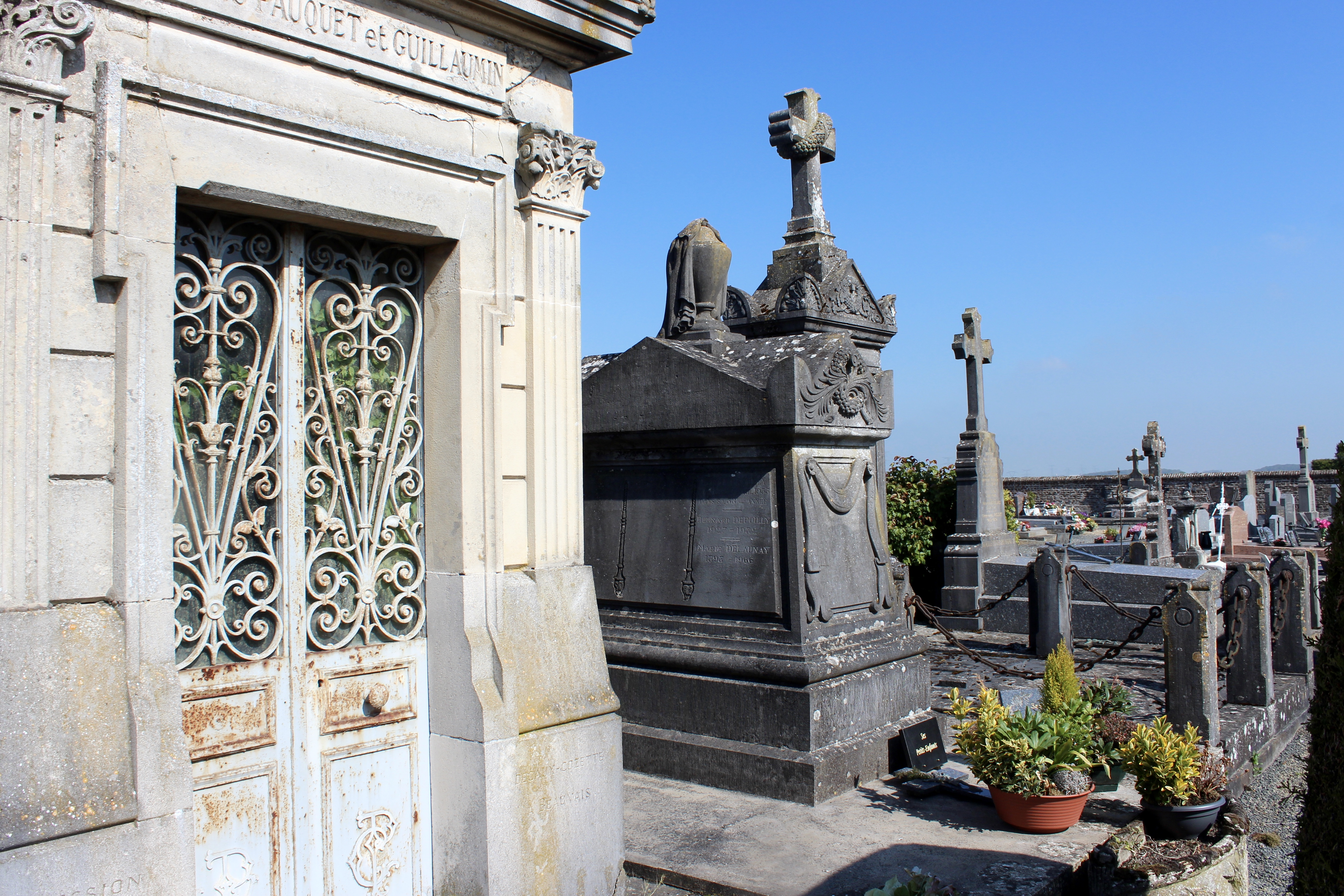
Le cimetière.

## Population et société

### Démographie

#### Évolution démographique
L'évolution du nombre d'habitants est connue à travers les recensements de la population effectués dans la commune depuis 1793. Pour les communes de moins de 10 000 habitants, une enquête de recensement portant sur toute la population est réalisée tous les cinq ans, les populations de référence des années intermédiaires étant quant à elles estimées par interpolation ou extrapolation. Pour la commune, le premier recensement exhaustif entrant dans le cadre du nouveau dispositif a été réalisé en 2004.

En 2022, la commune comptait 767 habitants, en évolution de −6,8 % par rapport à 2016 (Oise : +0,87 %, France hors Mayotte : +2,11 %).
| 1793 | 1800 | 1806 | 1821 | 1831 | 1836 | 1841 | 1846 | 1851 |
| ---- | ---- | ---- | ---- | ---- | ---- | ---- | ---- | ---- |
| 695  | 690  | 722  | 701  | 672  | 673  | 637  | 638  | 660  |

| 1856 | 1861 | 1866 | 1872 | 1876 | 1881 | 1886 | 1891 | 1896 |
| ---- | ---- | ---- | ---- | ---- | ---- | ---- | ---- | ---- |
| 610  | 602  | 571  | 537  | 520  | 512  | 557  | 566  | 568  |

| 1901 | 1906 | 1911 | 1921 | 1926 | 1931 | 1936 | 1946 | 1954 |
| ---- | ---- | ---- | ---- | ---- | ---- | ---- | ---- | ---- |
| 547  | 570  | 590  | 524  | 508  | 469  | 461  | 436  | 459  |

| 1962 | 1968 | 1975 | 1982 | 1990 | 1999 | 2004 | 2006 | 2009 |
| ---- | ---- | ---- | ---- | ---- | ---- | ---- | ---- | ---- |
| 457  | 454  | 464  | 609  | 743  | 832  | 800  | 773  | 796  |

| 2014 | 2019 | 2022 | - | - | - | - | - | - |
| ---- | ---- | ---- | - | - | - | - | - | - |
| 817  | 789  | 767  | - | - | - | - | - | - |

#### Pyramide des âges
La population de la commune est relativement jeune.
En 2018, le taux de personnes d'un âge inférieur à 30 ans s'élève à 31,5 %, soit en dessous de la moyenne départementale (37,3 %). À l'inverse, le taux de personnes d'âge supérieur à 60 ans est de 25,4 % la même année, alors qu'il est de 22,8 % au niveau départemental.
En 2018, la commune comptait 407 hommes pour 394 femmes, soit un taux de 50,81 % d'hommes, légèrement supérieur au taux départemental (48,89 %).
Les pyramides des âges de la commune et du département s'établissent comme suit.
| Hommes | Classe d’âge | Femmes |
| ------ | ------------ | ------ |
| 0,5    | 90 ou +      | 0,5    |
| 4,5    | 75-89 ans    | 4,6    |
| 19,0   | 60-74 ans    | 21,6   |
| 26,2   | 45-59 ans    | 23,5   |
| 18,2   | 30-44 ans    | 18,6   |
| 14,2   | 15-29 ans    | 15,7   |
| 17,5   | 0-14 ans     | 15,5   |

| Hommes | Classe d’âge | Femmes |
| ------ | ------------ | ------ |
| 0,5    | 90 ou +      | 1,4    |
| 5,5    | 75-89 ans    | 7,6    |
| 15,6   | 60-74 ans    | 16,3   |
| 20,8   | 45-59 ans    | 20     |
| 19,4   | 30-44 ans    | 19,4   |
| 17,6   | 15-29 ans    | 16,2   |
| 20,6   | 0-14 ans     | 19,1   |

## Culture locale et patrimoine

### Lieux et monuments

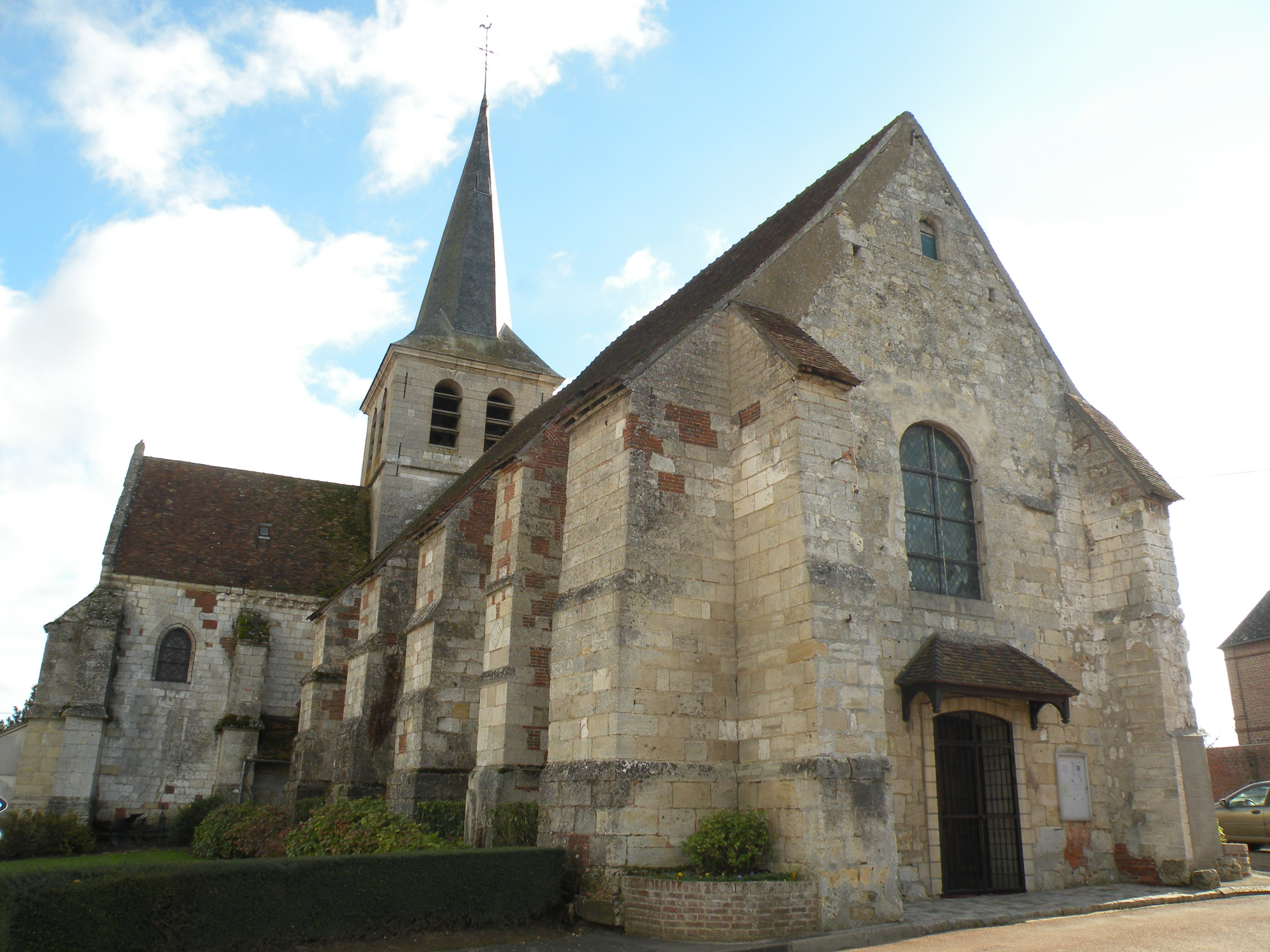
L'église Saint-Martin.

- Un monument aux morts de la Première Guerre mondiale a été érigé à côté de l'église en 1922. Le monument est un obélisque portant une plaque de marbre gravée de l'inscription: « La commune de Haudivillers à la mémoire de ses enfants morts en héros pour la France 1914-1918». Deux autres plaques, latérales, portent les noms des 39 morts.
- L'église Saint-Martin, construite au XIe ou XIIe siècle, elle a ensuite été plusieurs fois reconstruites. 
Si le cœur actuel de l'église date du XVIe siècle, les contreforts ont, quant à eux, été ajoutés en 1726 et 1768 puis le clocher reconstruit en 1770. Ce dernier, surplombant la croisée du transept, possède trois cloches depuis 1868 qui sonnent le temps profane et forment un carillon pour sonner les temps religieux.

### Personnalités liées à la commune
- Eugénie Valois, résistante durant la Seconde Guerre mondiale auprès de Jacques Chaban-Delmas, est native d'Haudivillers. Elle se faisait appeler Monique de l'Odéon[47],[48]. La salle des fêtes du village porte son nom de résistante.

## Pour approfondir